# ام‌ئی
ام‌ئی (انگلیسی: Maschinenfabrik Esslingen) شرکت خودروسازی آلمانی است، که در سال ۱۸۴۶ تأسیس شد.